# Kanton Blâmont
Kanton Blâmont (fr. Canton de Blâmont) byl francouzský kanton v departementu Meurthe-et-Moselle v regionu Lotrinsko. Tvořilo ho 33 obcí. Zrušen byl po reformě kantonů 2014.

## Obce kantonu
- Amenoncourt
- Ancerviller
- Autrepierre
- Avricourt
- Barbas
- Blâmont
- Blémerey
- Buriville
- Chazelles-sur-Albe
- Domèvre-sur-Vezouze
- Domjevin
- Emberménil
- Fréménil
- Frémonville
- Gogney
- Gondrexon
- Halloville
- Harbouey
- Herbéviller
- Igney
- Leintrey
- Montreux
- Nonhigny
- Ogéviller
- Réclonville
- Reillon
- Remoncourt
- Repaix
- Saint-Martin
- Vaucourt
- Vého
- Verdenal
- Xousse